# Jim Hogan
James Joseph Hogan dit Jim Hogan (né Jim Cregan le 28 mai 1933 à Croom et mort le 10 janvier 2015 à Limerick en Irlande) est un athlète possédant la nationalité britannique et irlandaise, spécialiste des courses de fond. Il remporte la médaille d'or du marathon lors des championnats d'Europe de 1966.

## Biographie

### Palmarès
| Date | Compétition           | Lieu     | Résultat | Épreuve  | Performance    |
| ---- | --------------------- | -------- | -------- | -------- | -------------- |
| 1966 | Championnats d'Europe | Budapest | 1er      | Marathon | 2 h 20 min 4 s |

### Records
| Épreuve  | Performance     | Lieu | Date |
| -------- | --------------- | ---- | ---- |
| Marathon | 2 h 19 min 27 s |      | 1966 |